# NGC 7237
NGC 7237 is een elliptisch sterrenstelsel in het sterrenbeeld Pegasus. Het hemelobject werd op 25 augustus 1864 ontdekt door de Duitse astronoom Albert Marth.

## Synoniemen
- UGC 11958
- Arp 169
- MCG 2-56-24
- 3C 442
- ZWG 428.58
- 2ZW 172
- KCPG 564B
- PGC 68383